# Borneogryllacris globiceps
Borneogryllacris globiceps är en insektsart som först beskrevs av Heinrich Hugo Karny 1929.  Borneogryllacris globiceps ingår i släktet Borneogryllacris och familjen Gryllacrididae. Inga underarter finns listade i Catalogue of Life.